# Gianni Iapichino
Gianni Iapichino (Columbus, 2 marzo 1969) è un ex astista e multiplista italiano.

## Biografia
È nato a Columbus, in Ohio, e si è poi trasferito a Firenze, dove il padre, originario di Vittoria (provincia di Ragusa) si è trasferito per lavoro. Nel 1994 si è sposato con l'atleta britannica Fiona May che ha in seguito acquisito la cittadinanza italiana. La coppia ha avuto due figlie: Larissa nel 2002 e Anastasia nel 2009. Nel 2011 Iapichino e la May hanno annunciato la loro separazione.
Oggi è il coach della figlia Larissa e dirigente della società sportiva trevigiana ATL-Etica San Vendemiano.

## Palmarès
| Anno | Manifestazione    | Sede       | Evento           | Risultato | Prestazione | Note |
| ---- | ----------------- | ---------- | ---------------- | --------- | ----------- | ---- |
| 1988 | Mondiali juniores | Sudbury    | Salto con l'asta | 4º        | 5,20 m      |      |
| 1995 | Mondiali indoor   | Barcellona | Salto con l'asta | nm (q)    | nm (q)      |      |

## Campionati nazionali
- 3 volte campione nazionale assoluto di salto con l'asta (1990, 1991, 1992)